# Bokförlaget Pocky
Bokförlaget Pocky återutgav främst samhällsinriktad litteratur, med tonvikt på reportageböcker och sakprosa, men även skönlitteratur från Guatemala, Brasilien och Mexiko. Bland återutgivningstitlarna märks till exempel stridsskriften ”Reklamen är livsfarlig” av Sven Lindqvist, den feministiska klassikern ”Egalias döttrar” av Gerd Brantenberg, "Nätokraterna" av Alexander Bard och Jan Söderqvist samt "Arbetarklassens återkomst" av Göran Greider. Förlaget gav även ut originallitteratur på samma tema, till exempel "Global rättvisa är möjlig" av Johan Norberg och America Vera-Zavala och ”Glömda” av Hanna-Sofia Öberg. Exempel på originalöversättningar är ”Varken hora eller kuvad” av Fadela Amara och ”Ett helvete på jorden” av den tibetanska munken Bagdro om sin tid som politisk fånge i kinesiskt fängelse.
Bland återutgivningar av översättningar av klassiska verk från engelska märks ”Sexualpolitiken” av Kate Millet, ”Längst därnere” av Gunter Wallraff”, ”Din nästas hustru” av Gay Talese och ”Rapporter” av Michael Herr.
Förlaget hade även en utgivningsserie av svenska universitetsuppsatser av högre kvalitet, under rubriken "aLuna". Bland dessa titlar fanns bland annat ”Lek på jobbet – hur lek kan främja, kreativitet, innovation och explorering” och ”Det är skillnad på folk och folk” om etnicitet och sexualitet i moderna reklambilder.
Pockys grafiska formgivning låg i framkant och introducerade bland annat enfärgade, liggande omslag på sina böcker. 
Totalt gav Pocky ut 35 titlar från är 2000 till 2019, när förlaget lades ned.